# Vojnomir
Vojnomir, Voynomir ou Vonomir Ier est un commandant militaire slave au service des Francs et  duc des Slaves en Basse-Pannonie,,. Il règne de 790 à 800 ou de 791 à 810 environ sur une zone qui correspond à la Slavonie actuelle, en Croatie.
Les Annales royales franques font mention d'un Wonomyrus Sclavus (Vojnomir le Slave) actif en 795. Éric de Frioul envoie Vojnomir avec son armée en Pannonie, entre le Danube et la Tisza, où ils pillent les domaines des Avars. Selon Milko Kos (en), ils ne pas rencontre pas de résistance sérieuse de la part des Avars et ils ont conquièrent de nombreux forts. L'année suivante, les Avars sont vaincus et le pouvoir franc s'étend plus à l'est, jusqu'au Danube central. La position dominante de Vojnomir dans la campagne est présumée comme très possible au vu de l'analyse textuelle des Annales regni Francorum.
Son origine et sa position sociale ne sont mentionnées dans aucune source médiévale contemporaine. Son identité a fait l’objet de plusieurs hypothèses.

## Hypothèses

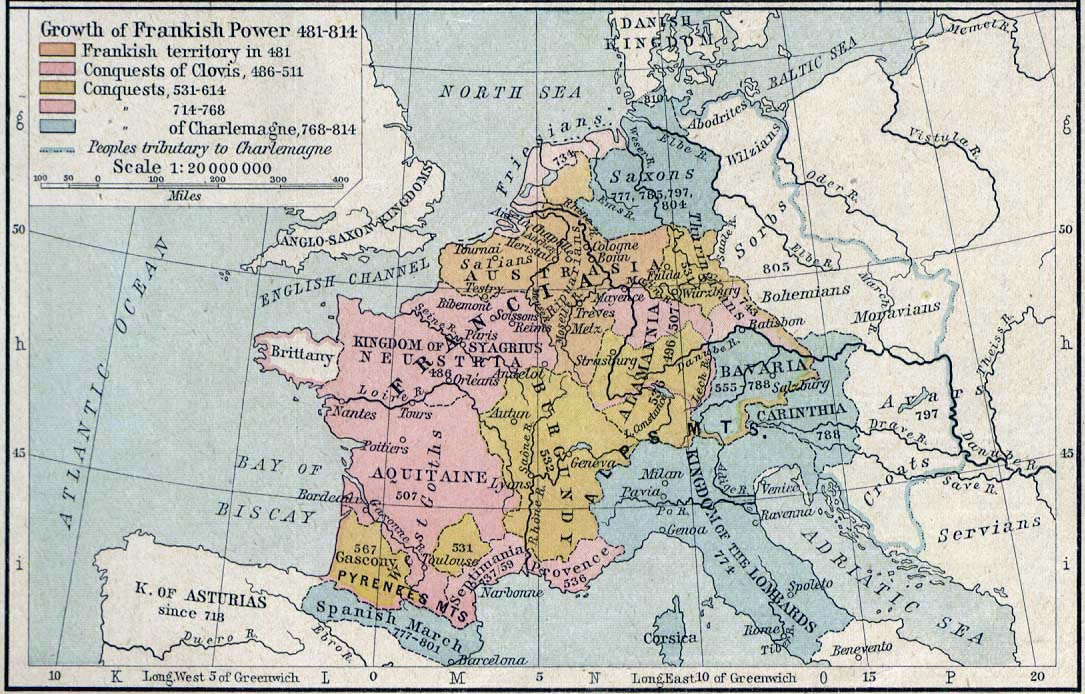
Carte montrant la croissance du pouvoir franc

Vojnomir reste une personnalité historique énigmatique. Même la lecture correcte de son nom n’est pas claire. Au lieu de Vojnomir, le Wonomyro original (Uuonomiro, Uuonomyro) pourrait également être lu comme Zvonimir, tout comme le nom du roi croate Demetrius Zvonimir a été corrompu en Svinimiro. Certains auteurs interprètent Vojnomir comme ayant été un duc croate, un chef militaire de l'armée franque ou le prince de Carniole. Il existe trois hypothèses fiables sur son origine : « l'hypothèse pannonienne », « l'hypothèse de la carrière » et « l'hypothèse carniolienne »,. Au moins deux explications peuvent être lues dans le contexte de la mythologie nationaliste moderne : les auteurs slovènes et allemands de la partie autrichienne de l'Autriche-Hongrie sont enclins à soutenir l'origine carniolienne et les auteurs croates sont enclins à soutenir l'origine pannonienne ou istrienne,[réf. à confirmer].

### Hypothèse pannonienne
Selon l'hypothèse pannonienne, Vojnomir est un knèze (duc ou prince) des Slaves en Basse-Pannonie de 790 à 800 ou de 791 à 810 environ. On pense qu'il a combattu les Avars pannoniens pendant leur occupation de ce qui est aujourd'hui le nord de la Croatie,,; selon Francis Dvornik, il lance une contre-attaque conjointe avec l'aide des troupes franques du roi Charlemagne en 791, chassant avec succès les Avars de Croatie,,. En échange de l'aide de Charlemagne, Vojnomir est obligé de reconnaître la souveraineté franque et de se convertir au christianisme,,.
Le jour de Noël 800, un an après le siège de Trsat, le pape Léon III couronne Charlemagne Imperator Romanorum (« empereur des Romains ») dans la basilique Saint-Pierre. Nicéphore Ier de l'Empire byzantin et Charlemagne fixent leurs frontières impériales en 803. À la suite de ces événements, connus sous le nom de Pax Nicephori, le duché de Croatie accepte pacifiquement une suzeraineté franque limitée. Après la mort du duc Vojnomir, la Basse-Pannonie, ancien allié des Francs, mène une résistance à la domination franque sous la direction du duc Ljudevit Posavski.
Fine Jr. affirme que Vojnomir est un duc croate qui a contribué à la victoire majeure de Charlemagne contre les Avars pannoniens en 796, après quoi les Francs sont devenus suzerains « des Croates de la Dalmatie du Nord, de la Slavonie et de la Pannonie ».

### Hypothèse de la carrière
L'hypothèse militaire prétend que Vojnomir n'était qu'un slave faisant carrière dans les troupes franques. Il n'était pas un dirigeant. D'après la seule source contemporaine fiable, les Annales regni Francorum, on sait que Vojnomir était un chef militaire. Son statut de duc ou de prince n’est pas du tout mentionné. Dans le passé, la plupart des historiens décrivaient Vojnomir comme l'un des ducs ou princes slaves des environs du Frioul. Cependant, selon Peter Štih (en), il est difficile de croire qu'un chef d'un pays étranger puisse être accepté comme chef militaire franc par les Francs ; il s'agissait probablement seulement d'un individu slave exceptionnel qui a fait carrière dans l'armée franque et il n'était peut-être qu'un Slave frioulan. Selon Nenad Labus, Vojnomir aurait également pu être un chef militaire d'Istrie.

### Hypothèse carniolienne
De nombreux auteurs interprètent Vojnomir comme le prince de Carniole. L’un des arguments avancé est que la Carniole est une terre située juste entre le Frioul et l’Avarie. Les troupes franques ont traversé la Carniole, cette terre est donc une candidate naturelle pour devenir la patrie de Vojnomir. Les Carnioliens détestaient également leurs ennemis avares,. Il existe des affirmations selon lesquelles les ancêtres des Croates n'étaient pas sujets des Francs à cette époque. Les Carnioliens, de l'autre côté, étaient déjà gouvernés par les Francs à partir de 791 après J.-C., avec leur autonomie de base et le règne de leurs propres princes conservés jusqu'à la rébellion de Ljudevit,. En ce qui concerne la subordination des ancêtres croates, elle n'a été prouvée que pour les Slaves de Dalmatie, tandis que les Slaves pannoniens auraient pu être soumis aux Francs dès l'année 791.

## Sources
- Peter Štih, Ozemlje Slovenije v zgodnjem srednjem veku: osnovne poteze zgodovinskega razvoja od začetka 6. do konca 9. stoletja, Filozofska Fakulteta, Oddelek za Zgodovino, 2001 (ISBN 978-961-227-084-1, lire en ligne)
- Milko Kos, Istorija Slovenaca od doseljenja do petnaestog veka, Prosveta, 1960 (lire en ligne)